# Tyler Lovell
Tyler Lovell né le 23 mai 1987 à Perth, un joueur de hockey sur gazon australien. Il évolue au poste de gardien de but au Ranchi Rays, en Inde,.
Il a représenté l'Australie à 147 reprises entre 2013 et 2021.

## Carrière

### Coupe du monde
- : 2014[3],[4]
- : 2018

### Coupe d'Océanie
- : 2013[3],[4], 2015, 2017, 2019

### Jeux du Commonwealth
- : 2018